# Ханбабаєва Зульфія Гюльоглан-кизи
Зульфія Гюльоглан кизи Ханбабаєва (азерб. Zülfiyyə Güloğlan qızı Xanbabayeva; нар. 16 жовтня 1967, Баку, Азербайджанська РСР, СРСР) — азербайджанська естрадна співачка, народна артистка Азербайджану.

## Життя і творчість
Зульфія Ханбабаєва народилася і виросла в Баку, освіту отримала в школі № 161. У шкільні роки співала в хорі Авсара Джаванширова. Потім вступила на режисерський факультет Інституту мистецтв.
1987 року познайомилася зі співачкою Брілліант Дадашовою, яка представила її композитору Джаванширу Гулієву. Незабаром Зульфія Ханбабаєва стала з'являтися в телевізійному ефірі, виконуючи пісні Дж. Гулієва. 1988 року, виступивши з піснею композитора Вагіфа Герайзаде «Səni xatırlayarkən», Ханбабаєва стала лауреатом конкурсу молодих виконавців «Бакинська осінь», 1989 року — конкурсу «Золота осінь», а 1990 року — «Odlar Yurdu». 1991 року взяла участь у Фестивалі творчої молоді «Новруз-91», що проходив в Алмати.
Від 1991 до 1994 року працювала у джазово-фольклорному сольному проекті ансамблю «Айпара», яким керував Вагіф Герайзаде. 1995 році у зв'язку з проблемами тимчасово пішла зі сцени.
Повернувшись на естраду 1998 року, продовжила сольну кар'єру за підтримки композитора Вагіфа Герайзаде і своєї давньої подруги Нігяр Гаджизаде, яка донині[уточнити] є її продюсером. На початку 1999 року вийшов перший успішний сингл Зульфії Ханбабаєвої «Gecə» («Ніч»). Однойменний альбом вийшов у лютому 2000 року і в нього увійшли такі успішні пісні як «Gecikməyin sevməyə», «Demirəm», «Ürəyim», «Bu gecə» та інші. Була нагороджена премією «Хумай» 2000 року — за проєкт «Aləm oynasın» (дует з Фідан і Хураман Касимовою), 2001 року — за кліп до пісні «Sən gedən gündən». 26 грудня 2000 відбувся перший сольний концерт Зульфії Ханбабаєвої, який пройшов з аншлагом в ДЦКЗ імені Г. Алієва. Свою третю премію «Хумай» Зульфія Ханбабаєва отримала за другий сольний концерт, що пройшов 31 травня 2002 року в палаці «Республіка» (нині палац імені Г. Алієва). Цього ж року отримала звання заслуженої артистки Азербайджанської республіки.
У травні 2004 року Ханбабаєва дала сольний виступ на стадіоні імені Тофіка Бахрамова, де також взяв участь мега-зірка турецької естради, співак Таркан. Влітку 2005 року, за підтримки стільникової компанії Azercell, Ханбабаєва провела низку успішних сольних виступів у різних містах Азербайджану з програмою «Canım, Məmləkətim». З кінця 2008 року Ханбабаєва працювала над сольним альбомом, вихід якого планувався в жовтні 2009 року[уточнити]. Диск мав назву «Деніз», на честь дочки співачки, яка народилася 26 жовтня 2007 року, в клініці Лейли Шихлінської в Баку.
17 вересня 2008 року президент Азербайджану Ільхам Алієв підписав указ про присвоєння Зульфії Ханбабаєвій звання народної артистки Азербайджану. Крім Ханбабаєвої, звання «народний артист» також отримали Айгюн Кязімова, Брілліант Дадашова, Ніса Гасимова та інші відомі артисти.
7 грудня 2009 року відбулася презентація п'ятого за рахунком альбому народної артистки Зульфії Ханбабаєвої. В альбом «Dəniz» включено пісні Мікаіла Векілова, Гусейна Абдуллаєва, Кямала, Мінаї Ібрагімової, Вугара Джамалзаде, Говхара Гасанзаде, Мухтара Абсейнова, Еміля Шахіна, Іси Мелікова, Еміна Керімі, Сахіба Мамедова, Гюнель Сардар кизи і Еміна Меджнунбейлі. Альбом випущено першим офіційним азербайджанським рекорд-лейблом компанією «BMF Records». Диск «Dəniz» — це перший компакт-диск з Азербайджану, який увійшов у світову музичну базу даних.
20 червня 2017 року Зульфія Ханбабаєва представила перший за кілька років кліп на нову пісню «Melancholia». Автор музики та слів — MC Murad, режисер кліпу — Гусейн Гарібов.

## Дискографія[7]
- 2000 — «Gecə»[8]
- 2001 — «Sən gedən gündən»[9]
- 2003 — «Qəlbinə yol»[10]
- 2005 — «Sənsiz»
- 2009 — «Dəniz»[11]
- 2016 — «Çarəsiz» (сингл)[12]
- 2017 — «Melancholia» (сингл)[13]
- 2017 — «Etiraf» (сингл)[14]
- 2018 — «Yenə Gəl» (сингл)[15]
- 2019 — «Sevən Tərəfdən Mən» (сингл)[16]
- 2019 — «Oxul» (сингл)[17]

## Відеографія
- 1999 — «Demirəm»[18]
- 2000 — «Gecikməyin sevməyyə»
- 2000 — «Aləm oyansın»
- 2001 — «Sən gedən gündən»
- 2001 — «Son Gecə»[19]
- 2003 — «Qəlbinə yol»
- 2003 — «Sənsiz»
- 2004 — «Səninlə»
- 2004 — «Azərbaycan»
- 2005 — «Ayrılığa dözərəm»
- 2006 — «Xatirla məni 2005»
- 2006 — «Gözümün Qarası»
- 2007 — «Mənimləsən»
- 2010 — «Unut Getsin»
- 2010 — «Nə Faydası»
- 2013 — «Sən Azərbaycanlısan»
- 2014 — «Iki doğma insan»[20]
- 2017 — «Melancholia»
- 2017 — «Etiraf»[21]
- 2019 — «Sevən Tərəfdən Mən»[22]
- 2019 — «Oxu»[23]